# Thermate-TH3
Thermate-TH3 é uma mistura de thermite e aditivos pirotécnicos que se mostrou superior à thermite padrão. Sua composição (por massa) é geralmente: 68.7% de thermite, 29.0% de nitrato de bário, 2.0% de enxofre e 0.3% de gelificante. A adição de nitrato de bário aumenta o efeito incendiário, cria chamas quando queima e diminui consideravelmente a temperatura de ignição. Apesar de a missão principal da Thermate-TH3 ser incendiária, ela ainda pode ser usada na soldagem de superfícies metálicas.
Fonte: Termite